# Placide Konan
Pour les articles homonymes, voir Konan.
Placide Konan est un poète et slameur ivoirien né le 4 mars 1992  à Dimbokro  (Côte d'Ivoire).
Premier champion national de slam de Côte d’Ivoire en 2016, il est aussi lauréat du premier concours ivoirien de télé réalité dédié à la poésie en 2015 : L’école des poètes.

## Biographie
Placide Konan a fait ses études primaires et secondaires à Dimbokro et à Tanda où il obtient le BEPC en 2008, qu'il complète par des études universitaires en Ressources humaines.
Il est par ailleurs animateur d’atelier d’écriture et commissaire général du festival de slam Écritude » et l’une des figures essentielles du slam ivoirien.
Surnommé le « monstre » dans le milieu du slam grâce à son style féroce, sa tignasse, la force de ses mots et de sa voix et aussi parce qu'il est reconnu comme le slameur ivoirien ayant glané le plus de Prix.
Le 2 février 2019, il organise son premier one man slam dénommé J’écris de profil et devient le premier slameur ayant fait un spectacle solo au Palais de la Culture Bernard B. Dadié.
En 2020, il est sélectionné au MASA ( Marché des Arts et du Spectacle d’Abidjan) avec son spectacle J’écris de profil où il fait une brillante prestation qui lui vaudra des invitations à la participation du Festival International de Slam Poésie en Acadie (FISPA), au Canada.
Placide Konan obtient en 2015 le premier prix du festival ivoirien de la création poétique chez les jeunes après sa consécration lors de la télé-réalité l’école des poètes diffusée sur la deuxième chaîne ivoirienne TV2, il est le champion national du slam en 2016 ainsi que le meilleur du concours national « Vacances cultures option poésie en 2016 ».
En 2017, il obtient le second prix du concours de slam-libre des VIIIe jeux de la Francophonie.
Son recueil de poème J’écris de profil glane les prix littéraires « Horizon » et « Africa talent Awards » du meilleur écrivain en 2019.
Ses prestations sur les scènes nationales et internationales faites de satires de la société sont des invitations aux jeunesses africaines pour une prise de conscience.
Il est l’auteur des textes de slam de la série Oranges sucrées réalisée par Alex Ogou et coproduite par Likasa et l'Unicef Côte d'Ivoire].
En 2021 il sort un opus  de huit titres dénommé Brouillon en prélude d'un album qu’il a annoncé pour fin 2022.

### Famille
Placide Konan est célibataire et père d’un enfant.

#### Publications
- 2019 : J’écris de profil, Poésie  (Plume Habile Éditions)
- 2021 : Brouillon, EP de huit titres
- 2023 : Mil neuf cent cinquante, Poésie (La Case des Lucioles)

#### Distinctions
- 2015 : lauréat de la télé réalité École des poètes, (TV2)
- 2015 : prix du festival ivoirien de la création poétique chez les jeunes (MILA 2015)
- 2016 : champion national de slam, (Babi Slam/institut Goethe)
- 2016 : champion de « Vacances culture », (Ministère chargée de la culture)
- 2017 :  vice-champion du concours de slam des VIIIe jeux de la Francophonie (CNJF)
- 2019 : Prix Littéraire Horizon 2019 pour J’écris de profil
- 2019 : Prix Africa Talent du Meilleur Écrivain 2019 pour J’écris de profil